# Phil Everly
Philip "Phil" Everly, född 19 januari 1939 i Chicago, Illinois, död 3 januari 2014 i Burbank, Kalifornien, var en amerikansk musiker och kompositör. Han var medlem av duon The Everly Brothers 1957–1973 och åter 1983–2014 tillsammans med sin äldre bror Don Everly.
Phil Everlys solokarriär var betydligt vitalare än broderns. Speciellt är det självbetitlade albumet från 1983 värt att notera. På albumet medverkar gitarristen Mark Knopfler, och Cliff Richard sjunger duett med Phil på två låtar, varav den ena, She Means Nothing to Me, nådde englandslistans 9:e plats.

## Diskografi
- Star Spangled Springer (1973)
- There's Nothing Too Good For My Baby  (UK) (1974)
- Phil’s Diner  (US) (1974)
- Mystic Line (1975)
- Living Alone (1979)
- Phil Everly (1983)